# Gran Premio de los Estados Unidos
El Gran Premio de los Estados Unidos es una competición de automovilismo válida para el campeonato de Fórmula 1 que se ha disputado en varias ocasiones desde 1959 en diferentes localidades. Inicialmente formó parte del campeonato estadounidense.

## Historia
En los primeros años de la Fórmula 1 se consideraba que la competición Indianápolis 500 formaba parte del campeonato. Sin embargo, con la excepción de Alberto Ascari en 1952, no hubo participación regular de los pilotos de Fórmula 1 en esta competición. 

### Gran Premio estadounidense
Como parte del Gran Premio estadounidense (American Grand Prize), se diputó el Gran Premio de los Estados Unidos en 1908 y entre 1910 y 1916.

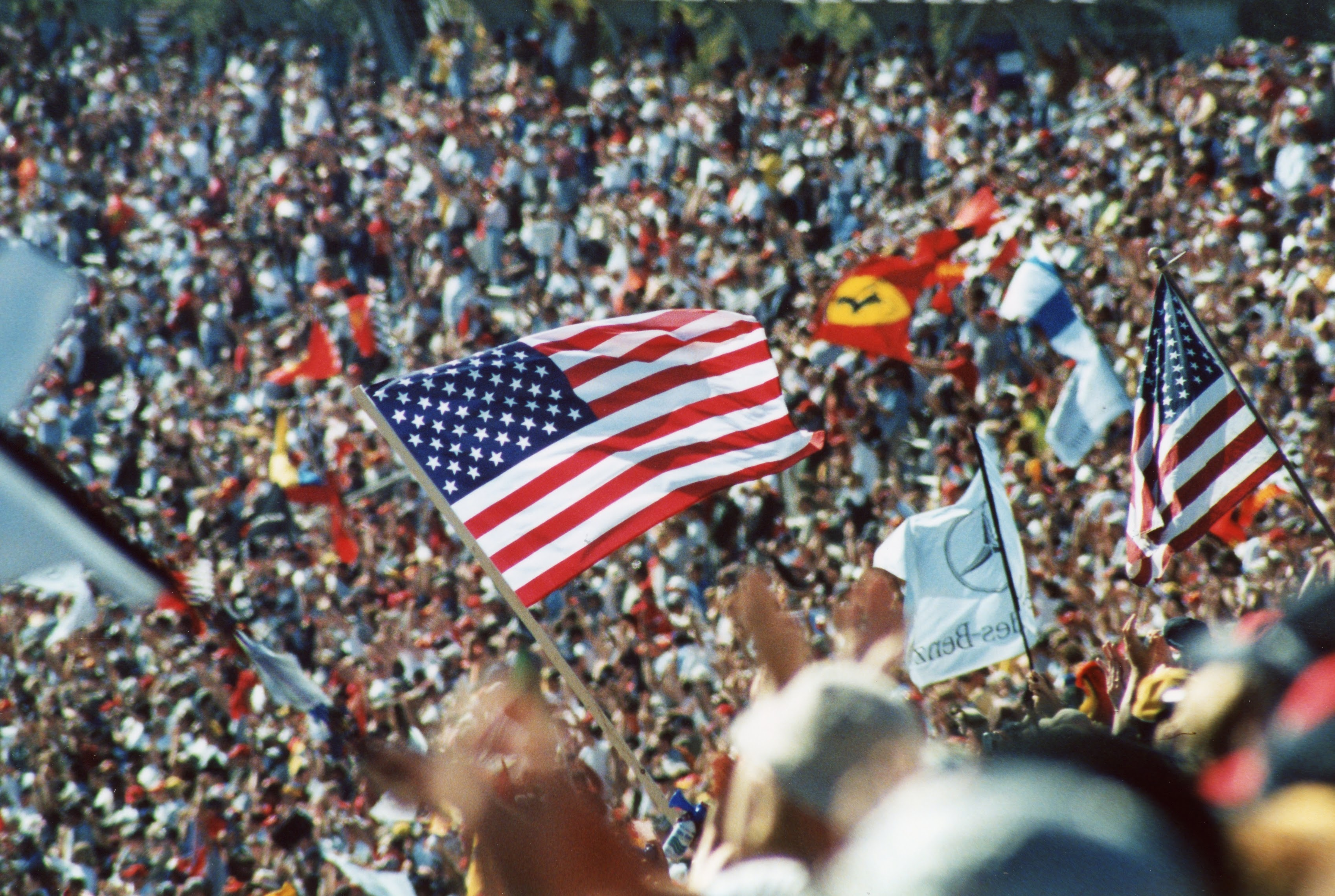
El público para el Gran Premio de los Estados Unidos en Indianápolis ha excedido las 200.000 personas.

### Sebring (1959)
En 1959 se organizó el primer Gran Premio de Los Estados Unidos de Fórmula 1 en el Sebring International Raceway en diciembre de 1959 como la última carrera de la temporada. En la línea de partida estuvieron presentes siete pilotos de los Estados Unidos, pero el ganador fue el neozelandés Bruce McLaren, en un Cooper, convirtiéndose en el piloto más joven en haber ganado una competición de Fórmula 1 hasta ese momento. McLaren le quitó el liderato de la prueba en la última vuelta a su compañero de escudería Jack Brabham, quién se había quedado sin combustible. Brabham debió empujar su automóvil hasta la meta logrando así obtener el cuarto lugar, además de los títulos de pilotos y constructores. A pesar del excitante clima de la competición, el evento no produjo las ganancias esperadas.

### Riverside (1960)
La carrera fue llevada a Riverside, California en 1960. Stirling Moss, en su vehículo privado logró la posición de cuerda y la victoria. Nuevamente, a pesar de la intensidad de la competición, el evento fue poco seguido por el público.

### Watkins Glen (1961 - 1980)
En 1961, la competición si fue un éxito en Watkins Glen, New York, donde ya existía público para las carreras automovilísticas. Ésta fue la sede de la Fórmula 1 durante los siguientes 20 años. En 1973 el piloto François Cevert murió a causa de un choque terrible y Helmuth Koinigg murió degollado en un accidente en 1974 colándose el morro por el guardarraíl.

### Dallas (1984)
La carrera en Las Vegas solo se disputó en dos ocasiones, y se establecieron planes para crear un Gran Premio de Nueva York para 1983, pero estos planes no pudieron llevarse a cabo. En 1984, la carrera de Long Beach salió del calendario y se organizó una carrera en Dallas, Texas. Al no tener éxito, Detroit se convirtió en la única carrera en disputarse durante los siguientes cinco años, bajo el nombre de Gran Premio del este de los Estados Unidos como suplencia como Gran premio a celebrarse en dicho país. Este Gran Premio se celebró bajo el nombre de Gran Premio EE. UU., pero también conocido como Gran Premio de Dallas, puesto que en dicha temporada se corrió en Detroit y Dallas, pero para diferenciarlos el Gran Premio del este con el tradicional Gran Premio estadounidense, fue reconocido históricamente como Gran Premio de Dallas.

### Phoenix (1989 - 1991)
Por tres años, el Gran Premio se disputó en el circuito callejero de Phoenix con muy poca asistencia y fue finalmente eliminado en 1991. Bajo el agobiante calor de Arizona, Ayrton Senna se quedó con la pole position en la edición de 1989 pero tuvo que retirarse pasada la mitad de la carrera debido a una falla electrónica, dejando en mejor posición a su compañero de equipo Alain Prost quien se llevaría el triunfo. Recuperado de la derrota el año anterior, Ayrton Senna se llevaría el triunfo en las siguientes dos ediciones de 1990 y 1991.

### Indianápolis (2000 - 2007)

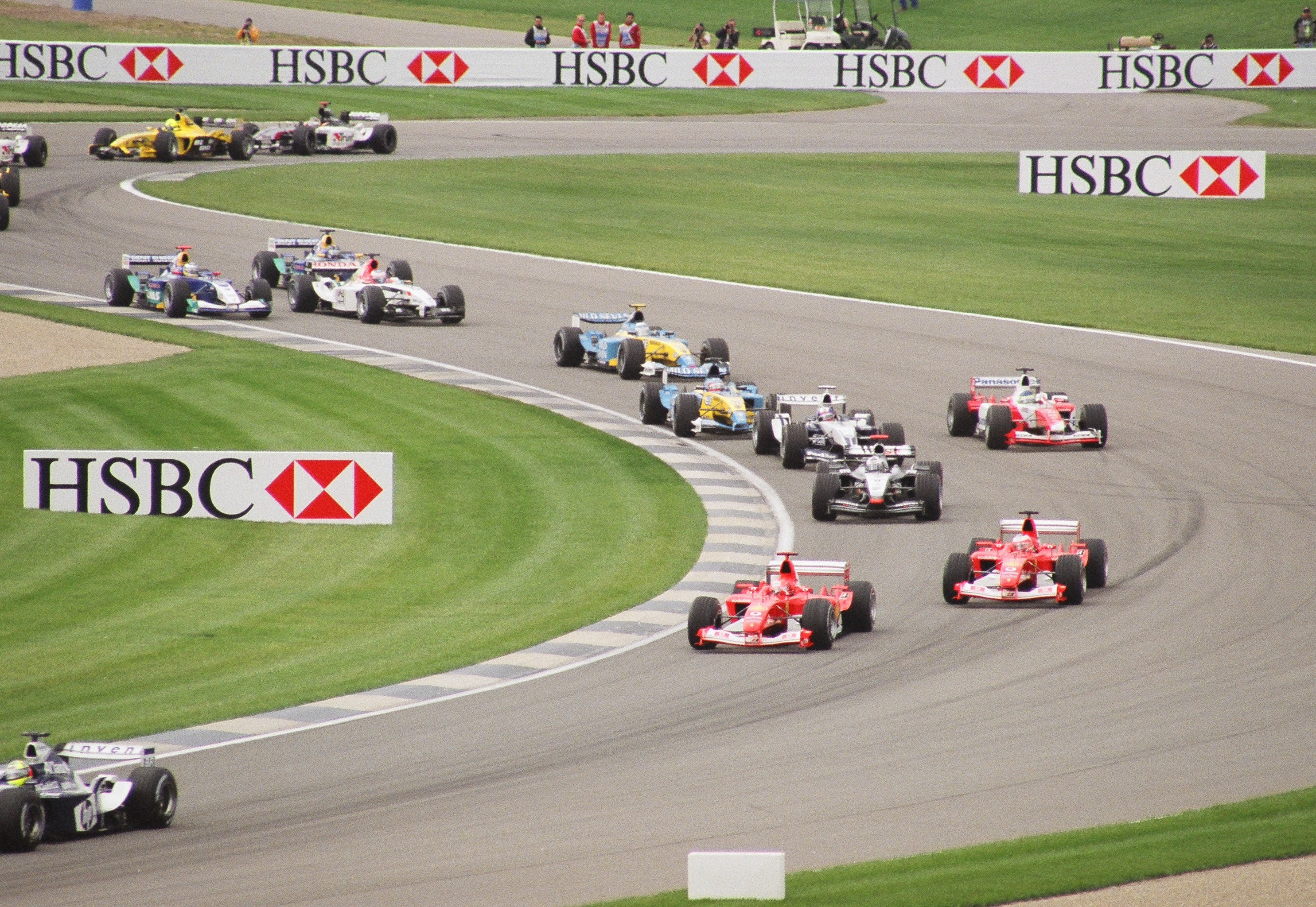
Indianapolis Motor Speedway, Gran Premio de los Estados Unidos de 2003.

No fue hasta el año 2000 que se disputó el siguiente Gran Premio de los Estados Unidos, esta vez en el legendario Indianapolis Motor Speedway. El circuito de Fórmula 1 utiliza una recta y una curva del óvalo utilizado en los campeonatos norteamericanos, circulando en el sentido de las agujas del reloj. Para el Gran Premio de los Estados Unidos de 2000 asistieron alrededor de 225.000 espectadores, que es probablemente el más alto número para una carrera de Fórmula 1. La victoria de Michael Schumacher fue la segunda de cuatro victorias seguidas con las que cerró el campeonato de ese año, tomando ventaja sobre Mika Häkkinen que buscaba su tercer campeonato. En 2001, la carrera se celebró menos de tres semanas después del 11-S, y muchos equipos y pilotos rindieron un homenaje especial a los Estados Unidos en sus coches y cascos. Habiéndose celebrado en septiembre los primeros cuatro años, el Gran Premio de los Estados Unidos se trasladó a principios del verano en 2004. En 2005 problemas con los neumáticos Michelin llevaron a 7 equipos a retirarse de la carrera tras la vuelta de formación. Solo 6 coches (que usaban neumáticos Bridgestone) compitieron en lo que se consideró una farsa. El público mostró su enfado arrojando objetos a la pista, y muchos comentaristas cuestionaron si se volvería a celebrar un Gran Premio de Estados Unidos en Indianápolis pero igualmente en 2006 y 2007 se disputó el evento sin contratiempos.

### Austin (2012-presente)
El 25 de mayo de 2010, la FIA anunció un acuerdo entre los organizadores y los dueños de la Fórmula 1, para que se volviera a disputar el Gran Premio de los Estados Unidos, y se acordó la creación de un nuevo circuito llamado Circuito de Fórmula Uno de Austin (Texas). El 7 de diciembre de 2011, el Consejo Mundial de Automovilismo publicó el calendario definitivo para la temporada 2012 de la Fórmula 1, con el Circuito de las Américas para el 18 de noviembre. Los organizadores de la carrera llegaron a un nuevo acuerdo con Ecclestone, e informaron del trabajo en la pista, que se reanudó inmediatamente. Como parte del acuerdo, los organizadores pagaron la cuota de la sanción para la carrera de 2012 con un año de antelación, como muestra de su buena fe.

## Otros Grandes Premios de Fórmula 1 en Estados Unidos

### El cancelado proyecto de Nueva Jersey
Junto al Circuito de las Américas donde se celebra el Gran Premio de los EE. UU desde 2012, los Estados Unidos han ofrecido un segundo Gran Premio bajo el nombre de Gran Premio de América, el cual se celebraría entre los poblados de Weehawken y el poblado de Nueva York del Oeste, en Nueva Jersey, siendo un circuito callejero, no obstante dicho circuito ya se había pensado en la ciudad vecina de Nueva York para haber albergado originalmente en los años 80, el Gran Premio de los Estados Unidos. Este Gran Premio se pensaba celebrar a partir de junio de 2015; sin embargo, esta carrera nunca llegó a realizarse.

### Gran Premio de Miami
En 2018, se presentó a la ciudad de Miami para una propuesta para revivir el Gran Premio de Miami como una ronda del Campeonato Mundial de Fórmula 1, originalmente pactada para debutar en el año de 2019 para la primera fecha para la carrera. Después de la negativa del consejo del condado para la carrera fuese disputada en algún momento del 2019 o 2020, se presentó una nueva propuesta para que la carrera se disputase en el año 2021. Sin embargo, la pista que originalmente se había propuesto, el trazado se replanteó y se reubicó para su desarrollo en una ubicación en el centro de la ciudad, justamente en el área cercana al Hard Rock Stadium y sus estacionamientos cercanos.

## Ganadores
Las carreras que no forman parte del campeonato de Fórmula 1 están indicadas con un fondo de color rosado.
| Año        | Piloto                   | Equipo/Motor          | Circuito       | Resultados     |
| ---------- | ------------------------ | --------------------- | -------------- | -------------- |
| 1908       | Louis Wagner             | Fiat                  | Savannah       | Resultados     |
| 1909       | No se disputó.           | No se disputó.        | No se disputó. | No se disputó. |
| 1910       | David Bruce-Brown        | Benz                  | Savannah       | Resultados     |
| 1911       | David Bruce-Brown (2)    | Fiat                  | Savannah       | Resultados     |
| 1912       | Caleb Bragg              | Fiat                  | Milwaukee      | Resultados     |
| 1913       | No se disputó.           | No se disputó.        | No se disputó. | No se disputó. |
| 1914       | Eddie Pullen             | Mercer                | Santa Mónica   | Resultados     |
| 1915       | Dario Resta              | Peugeot               | San Francisco  | Resultados     |
| 1916       | John Aitken Howdy Wilcox | Peugeot               | Santa Mónica   | Resultados     |
| 1917- 1957 | No se disputó.           | No se disputó.        | No se disputó. | No se disputó. |
| 1958       | Chuck Daigh              | Scarab-Chevrolet      | Riverside      | Resultados     |
| 1959       | Bruce McLaren            | Cooper-Climax         | Sebring        | Resultados     |
| 1960       | Stirling Moss            | Lotus-Climax          | Riverside      | Resultados     |
| 1961       | Innes Ireland            | Lotus-Climax          | Watkins Glen   | Resultados     |
| 1962       | Jim Clark                | Lotus-Climax          | Watkins Glen   | Resultados     |
| 1963       | Graham Hill              | British Racing Motors | Watkins Glen   | Resultados     |
| 1964       | Graham Hill (2)          | British Racing Motors | Watkins Glen   | Resultados     |
| 1965       | Graham Hill (3)          | British Racing Motors | Watkins Glen   | Resultados     |
| 1966       | Jim Clark (2)            | Lotus-Climax          | Watkins Glen   | Resultados     |
| 1967       | Jim Clark (3)            | Lotus-Ford            | Watkins Glen   | Resultados     |
| 1968       | Jackie Stewart           | Matra-Ford            | Watkins Glen   | Resultados     |
| 1969       | Jochen Rindt             | Lotus-Ford            | Watkins Glen   | Resultados     |
| 1970       | Emerson Fittipaldi       | Lotus-Ford            | Watkins Glen   | Resultados     |
| 1971       | François Cevert          | Tyrrell-Ford          | Watkins Glen   | Resultados     |
| 1972       | Jackie Stewart (2)       | Tyrrell-Ford          | Watkins Glen   | Resultados     |
| 1973       | Ronnie Peterson          | Lotus-Ford            | Watkins Glen   | Resultados     |
| 1974       | Carlos Reutemann         | Brabham-Ford          | Watkins Glen   | Resultados     |
| 1975       | Niki Lauda               | Ferrari               | Watkins Glen   | Resultados     |
| 1976       | James Hunt               | McLaren-Ford          | Watkins Glen   | Resultados     |
| 1977       | James Hunt (2)           | McLaren-Ford          | Watkins Glen   | Resultados     |
| 1978       | Carlos Reutemann (2)     | Ferrari               | Watkins Glen   | Resultados     |
| 1979       | Gilles Villeneuve        | Ferrari               | Watkins Glen   | Resultados     |
| 1980       | Alan Jones               | Williams-Ford         | Watkins Glen   | Resultados     |
| 1981- 1983 | No se disputó.           | No se disputó.        | No se disputó. | No se disputó. |
| 1984       | Keke Rosberg             | Williams-Honda        | Fair Park      | Resultados     |
| 1985- 1988 | No se disputó.           | No se disputó.        | No se disputó. | No se disputó. |
| 1989       | Alain Prost              | McLaren-Honda         | Phoenix        | Resultados     |
| 1990       | Ayrton Senna             | McLaren-Honda         | Phoenix        | Resultados     |
| 1991       | Ayrton Senna (2)         | McLaren-Honda         | Phoenix        | Resultados     |
| 1992- 1999 | No se disputó.           | No se disputó.        | No se disputó. | No se disputó. |
| 2000       | Michael Schumacher       | Ferrari               | Indianápolis   | Resultados     |
| 2001       | Mika Häkkinen            | McLaren-Mercedes      | Indianápolis   | Resultados     |
| 2002       | Rubens Barrichello       | Ferrari               | Indianápolis   | Resultados     |
| 2003       | Michael Schumacher (2)   | Ferrari               | Indianápolis   | Resultados     |
| 2004       | Michael Schumacher (3)   | Ferrari               | Indianápolis   | Resultados     |
| 2005       | Michael Schumacher (4)   | Ferrari               | Indianápolis   | Resultados     |
| 2006       | Michael Schumacher (5)   | Ferrari               | Indianápolis   | Resultados     |
| 2007       | Lewis Hamilton           | McLaren-Mercedes      | Indianápolis   | Resultados     |
| 2008- 2011 | No se disputó.           | No se disputó.        | No se disputó. | No se disputó. |
| 2012       | Lewis Hamilton (2)       | McLaren-Mercedes      | Austin         | Resultados     |
| 2013       | Sebastian Vettel         | Red Bull-Renault      | Austin         | Resultados     |
| 2014       | Lewis Hamilton (3)       | Mercedes              | Austin         | Resultados     |
| 2015       | Lewis Hamilton (4)       | Mercedes              | Austin         | Resultados     |
| 2016       | Lewis Hamilton (5)       | Mercedes              | Austin         | Resultados     |
| 2017       | Lewis Hamilton (6)       | Mercedes              | Austin         | Resultados     |
| 2018       | Kimi Räikkönen           | Ferrari               | Austin         | Resultados     |
| 2019       | Valtteri Bottas          | Mercedes              | Austin         | Resultados     |
| 2020       | No se disputó.           | No se disputó.        | No se disputó. | No se disputó. |
| 2021       | Max Verstappen           | Red Bull-Honda        | Austin         | Resultados     |
| 2022       | Max Verstappen (2)       | Red Bull-RBPT         | Austin         | Resultados     |
| 2023       | Max Verstappen (3)       | Red Bull-Honda RBPT   | Austin         | Resultados     |
| 2024       | Charles Leclerc          | Ferrari               | Austin         | Resultados     |

## Estadísticas

### Pilotos con más victorias
| Victorias | Piloto             | Años                               |
| --------- | ------------------ | ---------------------------------- |
| 6         | Lewis Hamilton     | 2007, 2012, 2014, 2015, 2016, 2017 |
| 5         | Michael Schumacher | 2000, 2003, 2004, 2005, 2006       |
| 3         | Graham Hill        | 1963, 1964, 1965                   |
| 3         | Jim Clark          | 1962, 1966, 1967                   |
| 3         | Max Verstappen     | 2021, 2022, 2023                   |
| 2         | Jackie Stewart     | 1968, 1972                         |
| 2         | Carlos Reutemann   | 1974, 1978                         |
| 2         | James Hunt         | 1976, 1977                         |
| 2         | Ayrton Senna       | 1990, 1991                         |
| 1         | Bruce McLaren      | 1959                               |
| 1         | Stirling Moss      | 1960                               |
| 1         | Innes Ireland      | 1961                               |
| 1         | Jochen Rindt       | 1969                               |
| 1         | Emerson Fittipaldi | 1970                               |
| 1         | François Cevert    | 1971                               |
| 1         | Ronnie Peterson    | 1973                               |
| 1         | Niki Lauda         | 1975                               |
| 1         | Gilles Villeneuve  | 1979                               |
| 1         | Alan Jones         | 1980                               |
| 1         | Alain Prost        | 1989                               |
| 1         | Mika Häkkinen      | 2001                               |
| 1         | Rubens Barrichello | 2002                               |
| 1         | Sebastian Vettel   | 2013                               |
| 1         | Kimi Räikkönen     | 2018                               |
| 1         | Valtteri Bottas    | 2019                               |
| 1         | Charles Leclerc    | 2024                               |

### Constructores con más victorias
| Victorias | Constructor | Años                                                             |
| --------- | ----------- | ---------------------------------------------------------------- |
| 11        | Ferrari     | 1975, 1978, 1979, 2000, 2002, 2003, 2004, 2005, 2006, 2018, 2024 |
| 8         | Lotus       | 1960, 1961, 1962, 1966, 1967, 1969, 1970, 1973                   |
| 8         | McLaren     | 1976, 1977, 1989, 1990, 1991, 2001, 2007, 2012                   |
| 5         | Mercedes    | 2014, 2015, 2016, 2017, 2019                                     |
| 4         | Red Bull    | 2013, 2021, 2022, 2023                                           |
| 3         | BRM         | 1963, 1964, 1965                                                 |
| 2         | Tyrrell     | 1971, 1972                                                       |
| 1         | Cooper      | 1959                                                             |
| 1         | Matra       | 1968                                                             |
| 1         | Brabham     | 1974                                                             |
| 1         | Williams    | 1980                                                             |